# Османська Сирія
Османська Сирія — європейська назва Леванту або Великої Сирії у 1516 — 1918. Терен Великої Сирії під владою Османської імперії в її заключний історичний період мав у складі сучасну Сирію, Ліван, Ізраїль, Палестинська автономія, Йорданія і деяких райони Туреччини й Іраку.
Після завоювання Сирії османами у мамлюків на початку 16-го століття, переможці розділили країну на два еялети (провінції) Дамаск і Алеппо. Еялет Триполі був утворений в 1579 році, а пізніше еялет Адане був виділений з Алеппо. У 1660 еялет Цфат був створений і незабаром перейменований еялет Сидон.
Після реформи 1864 року еялети були перетворені на вілаєти.